# Lalmohan
Lalmohan è un sottodistretto (upazila) del Bangladesh situato nel distretto di Bhola, divisione di Barisal. Si estende su una superficie di 396,24 km² e conta una popolazione di 252.497 abitanti (dato censimento 1991).